# Rita Sargsyan
Rita Aleksandri Sargsyan (in armeno Ռիտա Ալեքսանդրի Սարգսյան?; Step'anakert, 6 marzo 1962 – 20 novembre 2020) è stata la first lady armena dal 2008 al 2018, durante il mandato come presidente dell'Armenia di suo marito Serž Sargsyan.

## Biografia
Nata Rita Dadayan (Դադայան) il 6 marzo 1962 a Step'anakert, città facente all'epoca parte del Oblast' autonoma del Nagorno Karabakh e oggi capitale dell'autoproclamata Repubblica dell'Artsakh, territorio considerato a livello internazionale come parte dell'Azerbaigian, era figlia di un militare.
Dopo il diploma di scuola secondaria studiò musica, e lavorò come insegnante in un asilo. Nel 1983 sposò Serž Sargsyan, divenuto nel 2008 presidente dell'Armenia. Insieme ebbero due figlie, Anush e Satenik. Al momento del decesso aveva 5 nipoti.

### First lady
Durante il periodo in cui fu first lady, Rita Sargsyan supportò diverse fondazioni di beneficenza. A partire dal 2010 fu presidentessa del consiglio di amministrazione della fondazione Donate Life, che si occupa dell'assistenza a bambini affetti da leucemia e altre gravi malattie. Grazie a lei il centro di ematologia R. Yeolyan di Erevan fu ristrutturato ed equipaggiato con moderne strumentazioni per il trapianto di midollo osseo.
Sargsyan supportò anche la fondazione Aragil, per aiutare le coppie socialmente svantaggiate a concepire un figlio tramite fecondazione in vitro, e la Autism nazional foundation per  incoraggiare i bambini affetti da autismo.
Patrocinò diversi eventi di musica e culturali, come il concorso internazionale di musica classica intitolato al compositore armeno Aram Il'ič Chačaturjan, il festival internazionale di musica di Erevan, il festival New Names dedicato a giovani musicisti, il festival internazionale di teatro ARMMONO o il Tumanyan Fairy Tale Day, festival internazionale del teatro delle marionette dedicato al popolare scrittore armeno Hovhannes Tumanjan che si tiene a Dsegh, villaggio natale dello scrittore.

### Decesso
È morta a causa di complicazioni da COVID-19 il 20 novembre 2020, all'età di 58 anni.